# John Davidson (Eishockeyspieler)
John Arthur Davidson (* 27. Februar 1953 in Ottawa, Ontario) ist ein ehemaliger kanadischer Eishockeytorwart und derzeitiger -funktionär, der zudem viele Jahre als Sportkommentator tätig war.
Nachdem ihn die St. Louis Blues im NHL Amateur Draft 1973 an fünfter Position ausgewählt hatten, bestritt er zwischen 1973 und 1982 über 300 Partien in der National Hockey League (NHL). Dabei lief er erst für die Blues und anschließend den Großteil seiner aktiven Laufbahn für die New York Rangers auf. Mit den Rangers erreichte er das Endspiel der Stanley-Cup-Playoffs 1979, unterlag dort allerdings den Canadiens de Montréal. Anschließend war er über 20 Jahre als TV-Kommentator tätig, insbesondere bei Übertragungen von Spielen der New York Rangers. Für seine Verdienste um den Eishockeysport in den USA wurde er in dieser Funktion im Jahre 2004 mit der Lester Patrick Trophy geehrt.
Seit 2006 ist Davidson in verschiedenen Positionen als Funktionär in der NHL tätig, insbesondere als „President of Hockey Operations“ der St. Louis Blues und der Columbus Blue Jackets.

## Karriere

### Als Spieler
John Davidson wurde in Ottawa geboren, wuchs allerdings im Westen des Landes auf und spielte in seiner Jugend vor allem für die Calgary Centennials in der Western Canada Hockey League (WCHL). Nachdem er in der Saison 1971/72 in 66 Einsätzen einen Gegentorschnitt von 2,37 verzeichnet hatte, wurde er als WCHL Player of the Year als bester WCHL-Spieler des Jahres geehrt. Zudem wählte man ihn ins First All-Star Team der Liga, ebenso wie im Folgejahr. Zudem lief er im Rahmen des Memorial Cup 1972 für die Edmonton Oil Kings auf, den jedoch die Cornwall Royals gewannen. Am Ende seiner Juniorenzeit wählten ihn die St. Louis Blues im NHL Amateur Draft 1973 an fünfter Position aus.
Bei den Blues etablierte sich Davidson prompt im NHL-Aufgebot und teilte sich die Einsatzzeit mit Wayne Stephenson, ebenso wie im Folgejahr mit Eddie Johnston. Nach zwei Jahren in St. Louis wurde er jedoch im Juni 1975 samt Bill Collins an die New York Rangers abgegeben, während Jerry Butler, Ted Irvine und Bert Wilson in die Gegenrichtung wechselten. Bei den Rangers verbrachte der Kanadier in der Folge den Großteil seiner aktiven NHL-Karriere, so bestritt er insgesamt 222 Spiele für die „Broadway Blueshirts“. Den größten Erfolg markierte dabei das Erreichen des Endspiels der Stanley-Cup-Playoffs 1979, in dem man jedoch den Canadiens de Montréal mit 1:4 unterlag.
1982 endete Davidsons aktive Karriere, auch aufgrund mehrerer Knieverletzungen, in der er insgesamt 301 NHL-Einsätze bestritten und dabei 123 Siege verzeichnet hatte.

### Als Kommentator
Ab 1983 gehörte Davidson dem MSG Network an, dem Sportsender von Madison Square Garden Entertainment. Mit Beginn der Saison 1986/87 kommentierte er im Tandem mit Sam Rosen die Spiele der New York Rangers, eine Rolle, die er über 20 Jahre bis zur Saison 2005/06 ausfüllen sollte. In dieser Zeit etablierte er sich als einer der bekanntesten und respektiertesten „Color Commentator“ (im weitesten Sinne: Co-Kommentator) der US-amerikanischen Medienlandschaft. Dies spiegelt sich unter anderem auch in seiner Tätigkeit im Aufnahmekomitee der Hockey Hall of Fame wider, wo er insgesamt 22 Jahre vertreten war, zuletzt bis 2021 auch sieben Jahre als dessen Vorsitzender. Zudem wurde der Kanadier im Jahre 2004 (unter anderem gemeinsam mit seinem Reporterkollegen Mike Emrick) mit der Lester Patrick Trophy für Verdienste rund um den Eishockeysport in den Vereinigten Staaten geehrt. Als explizite Auszeichnung für Eishockeyreporter bzw. -journalisten erhielt er 2009 auch den Foster Hewitt Memorial Award.

### Als Funktionär
Seine Karriere als Kommentator endete 2006, als er als neuer „President of Hockey Operations“ der St. Louis Blues vorgestellt wurde, sodass er zu seinem früheren Arbeitgeber zurückkehrte. In dieser Funktion betreute er das Team bis 2012, als er in gleicher Position von den Columbus Blue Jackets verpflichtet wurde. Dort wiederum trat er im Mai 2019 zurück, um gleichzeitig als Präsident der New York Rangers angestellt zu werden. Dieses Amt hatte Davidson jedoch nur zwei Jahre inne, bis er samt Jeff Gorton im Mai 2021 entlassen wurde. Anschließend kehrte er erneut als President of Hockey Operations zu den Columbus Blue Jackets zurück, eine Position, die er seither bekleidet. Im Februar 2024 wurde er zudem interimsweise zum General Manager der Blue Jackets ernannt, als Folge der Entlassung von Jarmo Kekäläinen.
Die Position des General Managers sowie des „President of Hockey Operations“ gab er am Saisonende im Mai 2024 in Personalunion an Don Waddell ab. Davidson soll den Blue Jackets dabei in einer beratenden Funktion erhalten bleiben.

## Erfolge und Auszeichnungen
- 1972 WCHL Player of the Year
- 1972 WCHL First All-Star Team
- 1973 WCHL First All-Star Team
- 2004 Lester Patrick Trophy
- 2009 Foster Hewitt Memorial Award

## Karrierestatistik
(Legende zur Torhüterstatistik: GP oder Sp = Spiele insgesamt; W oder S = Siege; L oder N = Niederlagen; T oder U oder OT = Unentschieden oder Overtime- bzw. Shootout-Niederlage; Min. = Minuten; SOG oder SaT = Schüsse aufs Tor; GA oder GT = Gegentore; SO = Shutouts; GAA oder GTS = Gegentorschnitt; Sv% oder SVS% = Fangquote; EN = Empty Net Goal; 1 Play-downs/Relegation; Kursiv: Statistik nicht vollständig)